# Marius Gersbeck
Marius Gersbeck (* 20. Juni 1995 in Berlin) ist ein deutscher Fußballtorwart, der derzeit bei Hertha BSC unter Vertrag steht.

## Vereinskarriere
Marius Gersbeck spielte in seiner Jugend beim SC Siemensstadt und dem FC Brandenburg 03 Berlin, bis er 2004 zu Hertha BSC wechselte. Dort durchlief Gersbeck sämtliche Jugendabteilungen und stieg zur Saison 2013/14 in die U-23-Mannschaft und damit in die Regionalliga auf.
Der Berliner Torhüter machte am letzten Spieltag der Hinrunde 2013/14 auf sich aufmerksam, als er beim überraschenden 2:1-Auswärtssieg gegen Borussia Dortmund sein Bundesliga-Debüt gab. Zuvor hat er diverse Male bei den Profis mittrainiert und konnte Trainer Jos Luhukay somit überzeugen. Seit der Saison 2014/15 gehörte Gersbeck fest zum Profikader von Hertha BSC.
Am 14. Januar 2016 wechselte Gersbeck für eineinhalb Jahre auf Leihbasis in die 3. Liga zum Chemnitzer FC. Gleichzeitig verlängerte er seinen Vertrag bei Hertha BSC bis zum 30. Juni 2018.
Im Sommer 2016 wurde sein Leihvertrag aufgelöst und er wurde an den VfL Osnabrück weiterverliehen. Dort etablierte er sich in zwei Spielzeiten als Stammtorhüter und absolvierte 69 Drittligaspiele.
Zur Saison 2018/19 kehrte Gersbeck zu Hertha BSC zurück. Geplant war zunächst eine Leihe in die 2. Bundesliga, jedoch zog er sich Ende April 2018 im Training des VfL Osnabrück einen Kreuzbandriss zu. Gersbeck arbeitete während der Saison für sein Comeback, das er Ende März 2019 in der zweiten Mannschaft in der viertklassigen Regionalliga Nordost gab. Bis zum Saisonende folgte ein weiterer Einsatz in der Zweitvertretung.
Zur Saison 2019/20 wechselte Gersbeck zum Zweitligisten Karlsruher SC. Er erhielt beim Aufsteiger einen Vertrag mit einer Laufzeit bis zum 30. Juni 2021. Beim KSC war Gersbeck zunächst der Ersatz von Stammtorhüter Benjamin Uphoff. Nach dessen Wechsel zum SC Freiburg im Sommer 2020 entschied Gersbeck den Kampf mit Markus Kuster um die Stammtorhüterposition für sich.
Im Sommer 2023 kehrte er zu Hertha BSC zurück, die gerade in die 2. Bundesliga abgestiegen waren. Am Rande des Hertha-Trainingslagers im österreichischen Zell am See kam es im Juli 2023 zu einer Schlägerei, nachdem Gersbeck mit Berliner Ultras unterwegs war. Ein Pinzgauer wurde mit gebrochener Nase und ausgeschlagenem Zahn ins Krankenhaus gebracht. Gersbeck verweigerte bei der Polizei die Aussage und musste das Trainingslager vorzeitig verlassen. Die Staatsanwaltschaft hat Marius Gersbeck wegen schwerer Körperverletzung angeklagt. Am 28. September 2023 wurde das Verfahren vor dem Landesgericht Salzburg gegen eine Zahlung von 40.000 Euro im Rahmen einer Diversion eingestellt. Damit ist Gersbeck nicht vorbestraft.

## Nationalmannschaft
Gersbeck debütierte 2013 für die deutsche U-18-Nationalmannschaft. Ein Jahr später zählte er zum Kader der deutschen U-19-Nationalmannschaft, mit der er an der U-19-Europameisterschaft in Ungarn teilnahm und als Ersatztorhüter Europameister wurde.

## Erfolge
- U-19-Europameister: 2014